# Alexandre Lachevardière
Alexandre Lachevardière est un libraire-imprimeur-éditeur français. Né à Sucy-en-Brie en 1795, il est décédé le 3 mai 1855 à Paris.

## Biographie
Fils d'Alexandre-Louis Lachevardière (1765-1828) et petit-fils de l'éditeur et marchand de musique parisien Louis-Balthazar de La Chevardière ou Lachevardière (1730-1812), il dirige l'imprimerie de Louis-Toussaint Cellot (1822) et obtient son brevet d'imprimeur le 9 décembre 1823. Il rachète alors l'imprimerie Cellot.
Un des introducteurs des presses mécaniques en France, il participe financièrement en 1824 avec Pierre Leroux à la fondation du journal Le Globe, puis en 1833 à celle du Magasin pittoresque. Son imprimerie devient une des plus importantes de Paris, employant le plus d'ouvriers et de presses de la capitale. Il est célèbre pour avoir édité de nombreux saint-simoniens.
En 1830, il perd un grand nombre de ses presses lors de la révolution de 1830. Le gouvernement lui apporte alors un prêt de 60 000 francs. En 1846, un conflit éclate entre Édouard Charton, lui et Jean Best ; ce dernier, écartant Lachevardière, devient l'imprimeur du Magasin pittoresque. 
Parmi ses nombreuses impressions, ses plus connues restent le Nouveau dictionnaire historique des environs de Paris, publié en 1825 et les quatorze volumes de Histoire d'Angleterre, depuis la première invasion des Romains de John Lingard.
Marié le 28 septembre 1854 à Paris avec Adèle Élisabeth Hubert, éditrice connue sous le nom d'Hubert de Fonteny, il meurt sans postérité.

## Œuvre
- Spécimen des caractères de l'imprimerie de Lachevardière fils (1826)

## Hommage
- Une rue porte son nom à Sucy-en-Brie.